# Yameo jezik
Yameo jezik (ISO 639-3: yme), jezik Yameo Indijanaca koji se jo negdje u prvoj polovici 20. stoljeća govorio uz rijeke Marañon i Amazonu na području Perua, sve od ušća rijeke Tigre do Nanaya.
Pripadao je porodici peba-yagua, a potupono je nestao šezdesetih godina 20.-tog stoljeća.

## Vanjske poveznice
- Ethnologue (14th)
- Ethnologue (15th)